# ケゼルスベール
ケゼルスベール（フランス語: Kàysérsbérg, 標準ドイツ語: Kaisersberg, アルザス語: Kaisersbari）は、フランス、アルザス地域圏、オー＝ラン県の旧コミューン。2016年1月1日、キンツアイム(Kientzheim)およびシゴルサイム(Sigolsheim)との合併によって、ケゼルスベール＝ヴィニョーブル(Kaysersberg-Vignoble)というコミューン・ヌーヴェルとなった。
舞台ドイツ語式発音に基づいてカイゼルスベルクとも呼ばれる。標準ドイツ語とアレマン語の発音に基づけば「カイザースベルク」、アルザス語では「カイザーシュバリク」となる。

## 出身著名人
- アルベルト・シュヴァイツァー